# Frank L. Shaw
Frank L. Shaw (ur. 1 lutego 1877, zm. 24 stycznia 1958) – amerykański polityk, burmistrz Los Angeles. Przed objęciem urzędu był członkiem Rady Miasta, oraz Rady Nadzorczej Hrabstwa Los Angeles (Los Angeles County Board of Supervisors). Na urząd burmistrza obierany był dwukrotnie.
W 1938 roku, w atmosferze skandalu, został jako pierwszy burmistrz w Stanach Zjednoczonych odwołany z urzędu. Jego administracja powszechnie uchodzi za najbardziej skorumpowaną w historii miasta, chociaż nigdy nie postawiono mu zarzutów ani nie oskarżono o popełnienie przestępstwa. Obwiniany był także za nieudolność podczas katastrofalnej powodzi w 1938 roku spowodowanej wylewem rzeki Los Angeles.
Do atmosfery panującej w ówczesnym Los Angeles nawiązywali w swoich powieściach m.in. Raymond Chandler i James Ellroy.